# Acraea lactimaculata
Acraea lactimaculata är en fjärilsart som beskrevs av Eltringham 1912. Acraea lactimaculata ingår i släktet Acraea och familjen praktfjärilar. Inga underarter finns listade i Catalogue of Life.